# 康威多面體
在幾何學中，康威多面體是一種多面體類型，包含著所有由柏拉圖立體為種子（T、C、O、D、I），經過有限次康威多面體變換可得到的立體。康威多面體必有外接球和內切球，且有很高的對稱性。
康威多面體有無限多種，其中包含了柏拉圖立體、阿基米德立體、卡塔蘭立體，但大部份的詹森多面體都不是康威多面體。
除了柏拉圖立體、阿基米德立體、卡塔蘭立體之外，截角三角化四面体、截半截角二十面體、截角五角二十四面體、截角五角六十面體、四角化扭棱立方體、五角化扭棱十二面體、六角化五角化截角三角化四面體、菱形九十面體也是康威多面體。
所有康威多面體都可使用康威多面體表示法表示；但並非所有可使用康威多面體表示法表示的多面體都屬於康威多面體。康威多面體曾應用於扭結數學模型的研究。